# Cal Carboné (Granyena de Segarra)
Cal Carboné és una obra del municipi de Granyena de Segarra (Segarra) inclosa en l'Inventari del Patrimoni Arquitectònic de Catalunya.

## Descripció
Edifici de planta quadrangular, estructurat en planta baixa i primer pis i situat entre cases. Coberta de teula àrab a doble vessant orientada a la façana i ràfec de teula i maó que ressegueix el perímetre de la façana principal. L'accés a l'edifici es fa per un portal adovellat d'arc de mig punt, presentant a la seva clau dos tipus de grafisme.

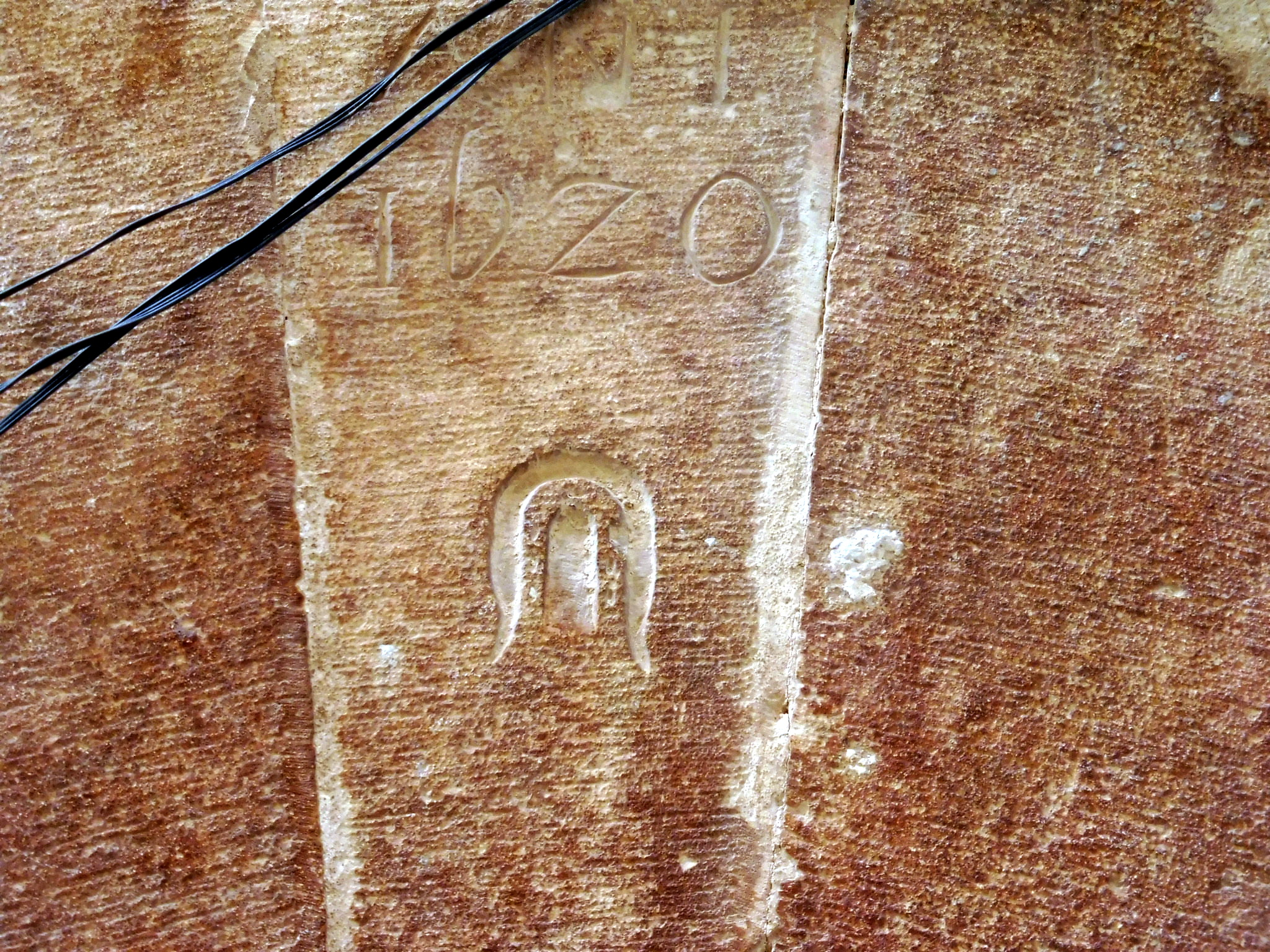
Inscripció al portal

 El primer correspon a la part superior d'aquesta clau de porta, on hi ha la incisió d'una ferradura, al capdamunt d'aquesta, per sota, la grafia "ANI" i finalment la data "1620". El segon se'ns presenta a la meitat d'aquesta clau de porta, amb la presència d'un relleu, també de ferradura, però aquest últim molt més marcat.

## Història
Segons la tradició oral, en aquesta casa va restar allotjada temporalment la imatge de la Mare de Déu del Camí en el moment de construcció del seu santuari. Conta també la tradició, que en aquesta casa hi vivia el pastor que la va trobar. Actualment, els seus propietaris encara conserven la fornícula on va restar la imatge, i en el seu lloc hi ha una reproducció d'aquesta.